# Anni pericolosi
Anni pericolosi è un cortometraggio muto del 1914 diretto da William Duncan.

## Produzione
Il film fu prodotto dalla Selig Polyscope Company

## Distribuzione
Distribuito dalla General Film Company, il film - un cortometraggio di dieci minuti - uscì nelle sale cinematografiche statunitensi il 5 febbraio 1914 con il titolo originale The Little Sister (sottotitoli: The Gold Dust Girl).